# Gondomar, Bồ Đào Nha
Gondomar là một huyện thuộc tỉnh Porto, Bồ Đào Nha. Huyện này có diện tích 131 km², dân số thời điểm năm 2001 là 164096 người.